# شورای استان
شورای استان یا شورای اسلامی استان، به عنوان عالی‌ترین شورا در استان، شورایی مشورتی_نظارتی است. شورای استان نهادی انتخابی است که اعضای آن از میان اعضای شورای اسلامی شهرستان انتخاب می‌شوند.

## وظایف شورای استان
وظایف اصلی شورای استان عبارتند از:
1. نظارت بر حسن اجرای طرح‌های عمرانی استانی و ملی در محدوده استان.
2. نظارت بر حسن اجرای مصوبات شورای عالی استان‌ها در سطح استان.
3. نظارت بر عملکرد شوراهای شهرستان در محدوده استان.
4. نظارت بر حسن اجرای مصوبات شورای استان.
5. نظارت بر حساب درآمد و هزینه‌های مشترک شهرداری‌های استان.
6. نظارت بر حساب درآمد و هزینه سازمان همیاری شهرداری‌های استان.
7. ایجاد ارتباط و هماهنگی میان شوراهای شهرستان در محدوده استان.
8. ارائه پیشنهاد به شورای عالی استان‌ها در راستای «رفع تبعیض و توزیع عادلانه امکانات» در سطح استان.

رئیس شورای استان بدون حق رأی عضو شورای برنامه‌ریزی و توسعه استان، وابسته به سازمان مدیریت و برنامه‌ریزی کشور نیز است.

## اعضای شورای استان
اعضای شورای استان را نمایندگان شورای شهرستان‌های استان تشکیل می‌دهند. به‌طور معمول، شورای هر شهرستان نماینده‌ای را به شورای استان معرفی می‌کند. شورای استان از حداقل پنج عضو تشکیل می‌شود. در صورتی که استان کمتر از پنج شهرستان داشته باشد، به نسبت جمعیت، شورای برخی شهرستان‌ها دو نماینده به شورای استان معرفی می‌کنند تا کمبود جبران شود. هیچ شهرستانی نمی‌تواند بیش از دو نماینده در شورای استان داشته باشد. اگر استان تنها از یک شهرستان تشکیل شده باشد، شورای شهرستان همان شورای استان نیز هست. هم‌اکنون ریاست شورایعالی استانها را مرتضی الویری عضو شورای شهرتهران و به عنوان نماینده شهرستان تهران در شورای استان تهران و یکی از چهار عضو نماینده شورای اسلامی استان تهران در شورای عالی استان‌ها، به عهده دارد و ریاست شورای استان تهران را خانم دکتر الهام فخاری دیگر عضو پنجمین دوره از شورای شهر تهران و به عنوان نماینده شهرستان شمیرانات در شورای اسلامی استان تهران، عهده‌دار است.

## سلسله مراتب شورای‌های انتخابی در کشور
| سلسله مراتب شوراها در کشور | سلسله مراتب شوراها در کشور |
| -------------------------- | -------------------------- |
| شورای عالی استان‌ها         |                            |
| شورای اسلامی استان         |                            |
| شورای اسلامی شهرستان       |                            |
| شورای اسلامی شهر           | شورای اسلامی بخش           |
| شورایاری (فقط شهر تهران)   | شورای اسلامی روستا         |

## فهرست
رده:شورای استان